# The Ballads
The Ballads è una compilation della cantautrice statunitense Mariah Carey. L'album raccoglie alcune delle più celebri ballad della carriera della cantante, registrate nel periodo che va dal 1990 al 2001. L'album è stato pubblicato in tutto il mondo nel 2008, e nel gennaio 2009 in America settentrionale. Il disco è stato ripubblicato con il titolo LoveSongs nel Regno Unito l'8 febbraio 2010.

## Tracce
Edizione europea/asiatica/australiana
1. Hero – 4:19
2. Vision of Love – 3:31
3. Without You – 3:34
4. Always Be My Baby – 4:18
5. My All – 3:50
6. How Much (feat. Usher) – 3:31
7. Dreamlover – 3:53
8. Thank God I Found You (feat. Joe & Nas) – 5:09
9. The Roof (Back in Time) – 5:14
10. One Sweet Day (feat. Boyz II Men) – 4:41
11. Anytime You Need a Friend – 4:26
12. I'll Be There (feat. Trey Lorenz) – 4:43
13. I Still Believe – 3:54
14. Reflections (Care Enough) – 3:23
15. Open Arms – 3:30
16. Against All Odds (Take a Look at Me Now) (feat. Westlife) – 3:25
17. Endless Love (feat. Luther Vandross) – 4:18
18. All I Want for Christmas Is You – 4:01

Edizione giapponese
1. Hero – 4:19
2. One Sweet Day (feat. Boyz II Men) – 4:41
3. Endless Love (feat. Luther Vandross) – 4:18
4. Can't Take That Away (Mariah's Theme) – 4:32
5. Open Arms – 3:30
6. Reflections (Care Enough) – 3:23
7. Butterfly – 4:35
8. Love Takes Time – 3:49
9. My All – 3:50
10. Without You – 3:34
11. Always Be My Baby – 4:18
12. Vision of Love – 3:31
13. Can't Let Go – 4:27
14. Anytime You Need a Friend – 4:26
15. Thank God I Found You (feat. Joe & Nas) – 5:09
16. I'll Be There (feat. Trey Lorenz) – 4:43
17. I Still Believe – 3:54
18. Never Too Far – 3:55
19. All I Want for Christmas Is You – 4:01

### Edizione nordamericana
1. Hero – 4:19
2. One Sweet Day (feat. Boyz II Men) – 4:41
3. Vision of Love – 3:31
4. Without You – 3:34
5. Can't Let Go – 4:27
6. Love Takes Time – 3:49
7. I'll Be There (feat. Trey Lorenz) – 4:43
8. Thank God I Found You (feat. Joe & Nas) – 5:09
9. Endless Love (feat. Luther Vandross) – 4:18
10. I Still Believe – 3:54
11. My All – 3:50
12. The Roof (Back in Time) – 5:14
13. When You Believe (feat. Whitney Houston) – 4:31
14. Anytime You Need a Friend – 4:26
15. Always Be My Baby – 4:18
16. Dreamlover – 3:53
17. How Much (feat. Usher) – 3:31
18. Reflections (Care Enough) – 3:23
19. The Roof (Mobb Deep Extended Version) – 5:30
20. Always Be My Baby (Mr. Dupri Mix feat. Da Brat & Xscape) – 4:39